# Ceilão nos Jogos Olímpicos de Verão de 1952
O Ceilão, atual Sri Lanka, competiu nos Jogos Olímpicos de Verão de 1952 em Helsinque, Finlândia.

## Resultados por Evento

### Saltos ornamentais
Trampolim de 3m masculino
- Allan Smith
  - Fase preliminar — 55.00 pontos (→ 31 lugar)

Salto em Altura
- Nagalingam Ethirveerasingam
  - Fase Preliminar